# Gerd Wirtz
Gerd „Pumuckl“ Wirtz (* 26. April 1958 in Xanten) ist ein ehemaliger deutscher Fußballspieler.
Der defensive Mittelfeldspieler stammte aus der erfolgreichen Jugendabteilung des MSV Duisburg, die 1977 und 1978 Deutscher Meister der A-Jugend wurde. Mit 19 Jahren begann Gerd Wirtz seine Seniorenkarriere in der Verbandsliga Niederrhein bei TuS Xanten, mit dem er sich 1978 für die neu gegründete, drittklassige Oberliga Nordrhein qualifizierte. 1979 und 1981 erreichte er mit dem Verein die Hauptrunde des DFB-Pokals. Im Sommer 1982 wurde Gerd Wirtz vom Oberligakonkurrenten Rot-Weiß Oberhausen verpflichtet. Die Saison 1982/83 endete mit der Meisterschaft und dem Aufstieg in die 2. Bundesliga, der auf der rechten Außenbahn beheimatete Wirtz kam unter Trainer Friedel Elting auf 30 Einsätze und ein Tor. Von 1983 bis 1986 absolvierte er für RWO noch 53 Zweitligaspiele und erzielte dabei drei Tore. Nach einem Jahr beim Landesligisten VfB Kleve wechselte Gerd Wirtz, wegen seiner Frisur auch „Pumuckl“ oder „Hexe“ genannt, 1987 zum Oberligisten 1. FC Bocholt, für den er noch zwei Jahre spielte.
Nach mehreren (Spieler-)Traineraufenthalten am Niederrhein – unter anderem trainierte er seinen Heimatverein Xanten in der Bezirksliga – war Gerd Wirtz von 2005 bis 2011 beim SV Hönnepel-Niedermörmter Trainer der Reservemannschaft. Danach wechselte er innerhalb des Vereins in den Bereich Talentsichtung und Jugendförderung. Seit Sommer 2013 trainierte er wieder seinen früheren Verein TuS Xanten. Ihn führte er 2015 zum Aufstieg in die Bezirksliga, dem der direkte Wiederabstieg folgte. Im Sommer 2017 verließ er den Verein wieder.